# Giro d'Italia 1972
Il Giro d'Italia 1972, cinquantacinquesima edizione della Corsa Rosa, si svolse in venti tappe dal 21 maggio all'11 giugno 1972, per un percorso totale di 3 725 km. La vittoria fu appannaggio del belga Eddy Merckx, che completò il percorso in 103h04'04", precedendo gli spagnoli José Manuel Fuente e Francisco Galdós.
Giro dominato dai corridori belgi, che si aggiudicarono dieci tappe (oltre alla vittoria finale di Merckx), e dagli spagnoli, che occuparono 3 dei primi 4 posti (e 5 fra i primi 10) della classifica generale. Per la prima volta nella storia della corsa nessun italiano salì sul podio (solo due gli "azzurri" nei primi dieci).

## Tappe
| Tappa  | Data      | Percorso                                | km    | Vincitore di tappa     | Leader cl. generale |
| ------ | --------- | --------------------------------------- | ----- | ---------------------- | ------------------- |
| 1ª     | 21 maggio | Venezia > Ravenna                       | 196   | Marino Basso           | Marino Basso        |
| 2ª     | 22 maggio | Ravenna > Fermo                         | 212   | Gianni Motta           | Marino Basso        |
| 3ª     | 23 maggio | Porto San Giorgio > Francavilla al Mare | 205   | Ugo Colombo            | Ugo Colombo         |
| 4ª-1ª  | 24 maggio | Francavilla al Mare > Blockhaus         | 48    | José Manuel Fuente     | José Manuel Fuente  |
| 4ª-2ª  | 24 maggio | Blockhaus > Foggia                      | 210   | Wilmo Francioni        | José Manuel Fuente  |
| 5ª     | 25 maggio | Foggia > Montesano sulla Marcellana     | 238   | Fabrizio Fabbri        | José Manuel Fuente  |
| 6ª     | 26 maggio | Montesano sulla Marcellana > Cosenza    | 190   | Roger De Vlaeminck     | José Manuel Fuente  |
| 7ª     | 27 maggio | Cosenza > Catanzaro                     | 151   | Gösta Pettersson       | Eddy Merckx         |
| 8ª     | 28 maggio | Catanzaro > Reggio Calabria             | 160   | Attilio Benfatto       | Eddy Merckx         |
| 9ª     | 29 maggio | Messina > Messina                       | 110   | Albert Van Vlierberghe | Eddy Merckx         |
|        | 30 maggio | giorno di riposo                        |       |                        |                     |
| 10ª    | 31 maggio | Roma > Monte Argentario                 | 166   | Italo Zilioli          | Eddy Merckx         |
| 11ª    | 1º giugno | Monte Argentario > Forte dei Marmi      | 242   | Miguel María Lasa      | Eddy Merckx         |
| 12ª-1ª | 2 giugno  | Forte dei Marmi (cron. individuale)     | 20    | Eddy Merckx            | Eddy Merckx         |
| 12ª-2ª | 2 giugno  | Forte dei Marmi (cron. individuale)     | 20    | Roger Swerts           | Eddy Merckx         |
| 13ª    | 3 giugno  | Forte dei Marmi > Savona                | 200   | Wilmo Francioni        | Eddy Merckx         |
| 14ª    | 4 giugno  | Savona > Monte Jafferau                 | 256   | Eddy Merckx            | Eddy Merckx         |
|        | 5 giugno  | giorno di riposo                        |       |                        |                     |
| 15ª    | 6 giugno  | Parabiago > Parabiago                   | 168   | Roger De Vlaeminck     | Eddy Merckx         |
| 16ª    | 7 giugno  | Parabiago > Livigno                     | 256   | Eddy Merckx            | Eddy Merckx         |
| 17ª    | 8 giugno  | Livigno > Passo dello Stelvio           | 88    | José Manuel Fuente     | Eddy Merckx         |
| 18ª    | 9 giugno  | Solda > Asiago                          | 223   | Roger De Vlaeminck     | Eddy Merckx         |
| 19ª-1ª | 10 giugno | Asiago > Arco                           | 163   | Roger De Vlaeminck     | Eddy Merckx         |
| 19ª-2ª | 10 giugno | Arco > Arco (cron. individuale)         | 18    | Eddy Merckx            | Eddy Merckx         |
| 20ª    | 11 giugno | Arco > Milano                           | 185   | Enrico Paolini         | Eddy Merckx         |
| Totale | Totale    | Totale                                  | 3 725 |                        |                     |

## Squadre e corridori partecipanti
| N.    | Cod. | Squadra  |
| ----- | ---- | -------- |
| 1-10  | FER  | Ferretti |
| 11-20 | DRE  | Dreher   |
| 21-30 | FIL  | Filotex  |
| 31-40 | GBC  | G.B.C.   |
| 41-50 | KAS  | KAS      |

| N.     | Cod. | Squadra   |
| ------ | ---- | --------- |
| 51-60  | MAG  | Magniflex |
| 61-70  | MOL  | Molteni   |
| 71-80  | SAL  | Salvarani |
| 81-90  | SCI  | Scic      |
| 91-100 | ZON  | Zonca     |

## Classifiche finali

### Classifica generale - Maglia rosa
| Pos. | Corridore            | Squadra   | Tempo      |
| ---- | -------------------- | --------- | ---------- |
| 1    | Eddy Merckx          | Molteni   | 103h04'04" |
| 2    | José Manuel Fuente   | KAS       | a 5'30"    |
| 3    | Francisco Galdós     | KAS       | a 10'39"   |
| 4    | Vicente López Carril | KAS       | a 11'17"   |
| 5    | Wladimiro Panizza    | Zonca     | a 13'00"   |
| 6    | Gösta Pettersson     | Ferretti  | a 13'09"   |
| 7    | Roger De Vlaeminck   | Dreher    | a 13'52"   |
| 8    | Felice Gimondi       | Salvarani | a 14'05"   |
| 9    | Miguel María Lasa    | KAS       | a 14'19"   |
| 10   | Santiago Lazcano     | KAS       | a 17'42"   |

### Classifica a punti - Maglia ciclamino
| Pos. | Corridore          | Squadra   | Punti |
| ---- | ------------------ | --------- | ----- |
| 1    | Roger De Vlaeminck | Dreher    | 264   |
| 2    | Eddy Merckx        | Molteni   | 144   |
| 3    | Miguel María Lasa  | KAS       | 182   |
| 4    | Felice Gimondi     | Salvarani | 167   |
| 5    | Ole Ritter         | Dreher    | 167   |

### Classifica scalatori
| Pos. | Corridore            | Squadra | Punti |
| ---- | -------------------- | ------- | ----- |
| 1    | José Manuel Fuente   | KAS     | 490   |
| 2    | Eddy Merckx          | Molteni | 350   |
| 3    | Francisco Galdós     | KAS     | 260   |
| 4    | Wladimiro Panizza    | Zonca   | 150   |
| 5    | Vicente López Carril | KAS     | 100   |